# بصره در اشغال ایران صفوی (۱۷۰۱–۱۶۹۷)
بصره در اشغال ایران صفوی از ۱۶۹۷ تا ۱۷۰۱ میلادی پابرجا بود. این دومین بار بود که بصره به دست ایران صفوی افتاد.
سال‌های ۱۵۰۸ تا ۱۵۲۴ میلادی، نخستین بار بود که سلطهٔ دولت صفویه بر بصره ایجاد شد و در نتیجهٔ مرگ شاه اسماعیل یکم از بین رفت. پس از این بود که امپراتوری عثمانی توانست حاکمیت اسمی خود را بر این شهر برقرار کند با این حال حاکمیتِ بالفعل در دست طایفهٔ مغامس از قبیلهٔ منتفق ماند. در سال ۱۵۹۶، علی پاشا حاکم بصره، منصب خود را به یک فرد محلی با نام افراسیاب فروخت و برای حدود هفتاد سال، حکومت بصره به شکل موروثی در نسل افراسیاب ماند. تلاش‌های ایران برای تصرف دوبارهٔ بصره در ۱۶۲۴، ۱۶۲۵ و ۱۶۲۹–۱۶۲۸ به دلایل متعددی از جمله دخالت‌های امپراتوری پرتغال، غفلتِ ناشی از توجه به سایر جبهه‌ها و نیز مرگ شاه عباس بزرگ ناکام بود. با این حال، گرایش بصره به ایران به دلایل جغرافیایی و اقتصادی ادامه یافت. مشکلات زیارتی، روابط تیرهٔ عثمانی‌ها با حاکمان بصره، و ناآرامی‌های جنوب شرقی عراق باعث آزار صفویان شده و دخالت نظامی صفویان را سرعت بخشید. با این که ایران در دوران پادشاهی شاه سلیمان یکم فرصت بازپس‌گیری این سرزمین را داشت اما اقدامی انجام نداد. در سال ۱۶۶۷، امپراتوری عثمانی یک لشکرکشی تنبیهی به بصره انجام داد که حسین پاشا حاکم افراسیابیِ بصره، مردم شهر را به سمت قلمروی ایران آورده و کنترل بصره را به صفویان پیشنهاد کرد ولی شاه سلیمان که تمایلی به آغاز جنگ با عثمانی‌ها نداشت، پیشنهاد او را رد کرد.
در سال ۱۶۹۰، طاعون و قحطی باعث بروز ناآرامی‌هایی در قبیلهٔ منتفق شد. شیخ مانع بن مغامس در سال ۱۶۹۵، قبیلهٔ خود را به شورش علیه امپراتوری عثمانی تحریک کرد. شیخ مانع و یارانش با حمایت ۵٬۰۰۰ نفر از قبیلهٔ مشعشع، کنترل بصره را در اختیار گرفت. مشعشعیانِ وفادار به فرج‌الله خان حاکم ولایت عربستان ایران، شیخ مانع و یارانش را در سال ۱۶۹۷ از بصره بیرون کردند. حکومت صفوی متوجه شد که شیخ مانع قصد بازپس‌گیری بصره و حمله به هویزه مرکز ولایت عربستان را دارد. این بار حکومت صفوی، واکنش نشان داد و قوایی را به رهبری علی‌مردان خان به بصره گیسل کرد. شهر بصره در ۲۶ مارس ۱۶۹۷ به دست ایران افتاد؛ هرچند که به علت ضعیف شدن سپاه ایران، حکومت صفوی تمایلی به برهم‌زدن صلح با عثمانی نداشت. همین مسئله به همراه فشار مضاعف شیخ مانع و پیروانش باعث شد تا صفویان، کنترل بصره را به امپراتوری عثمانی واگذار کنند. قوای صفوی در ۹ مارس ۱۷۰۱ از بصره خارج شده و قوای عثمانی در ۱۰ مارس بر شهر مسلط شدند.

## پی‌نوشت‌ها

## برای مطالعهٔ بیشتر
- الخال، محمد (ژوئیه ۱۹۶۰). «حلقة مفقودة من تأریخ البصرة أو تأریخ الإمارة الأفراسیابیة». المجمع العلمی العراقی (به عربی). ۸ (۱): ۱۷۲–۲۱۷ – به واسطهٔ نورمگز.
- نظامی، غلامحسین (۱۳۸۳). نقش بصره و بنادر کرانه‌های شمالی خلیج‌فارس در روابط ایران و عثمانی (۱۲۶۳–۱۰۴۹ ه.ق / ۱۸۴۷–۱۶۳۹ م.). بوشهر. شابک ۹۷۸-۹۶۴-۸۱۵۷-۱۰-۹.